# The Tiptons Sax Quartet
The Tiptons Sax Quartet ist ein amerikanisches Saxophonquartett des Modern Jazz, das (vom zusätzlichen Schlagzeuger abgesehen) ausnahmslos mit Frauen besetzt ist (zunächst The Billy Tipton Memorial Saxophone Quartet).

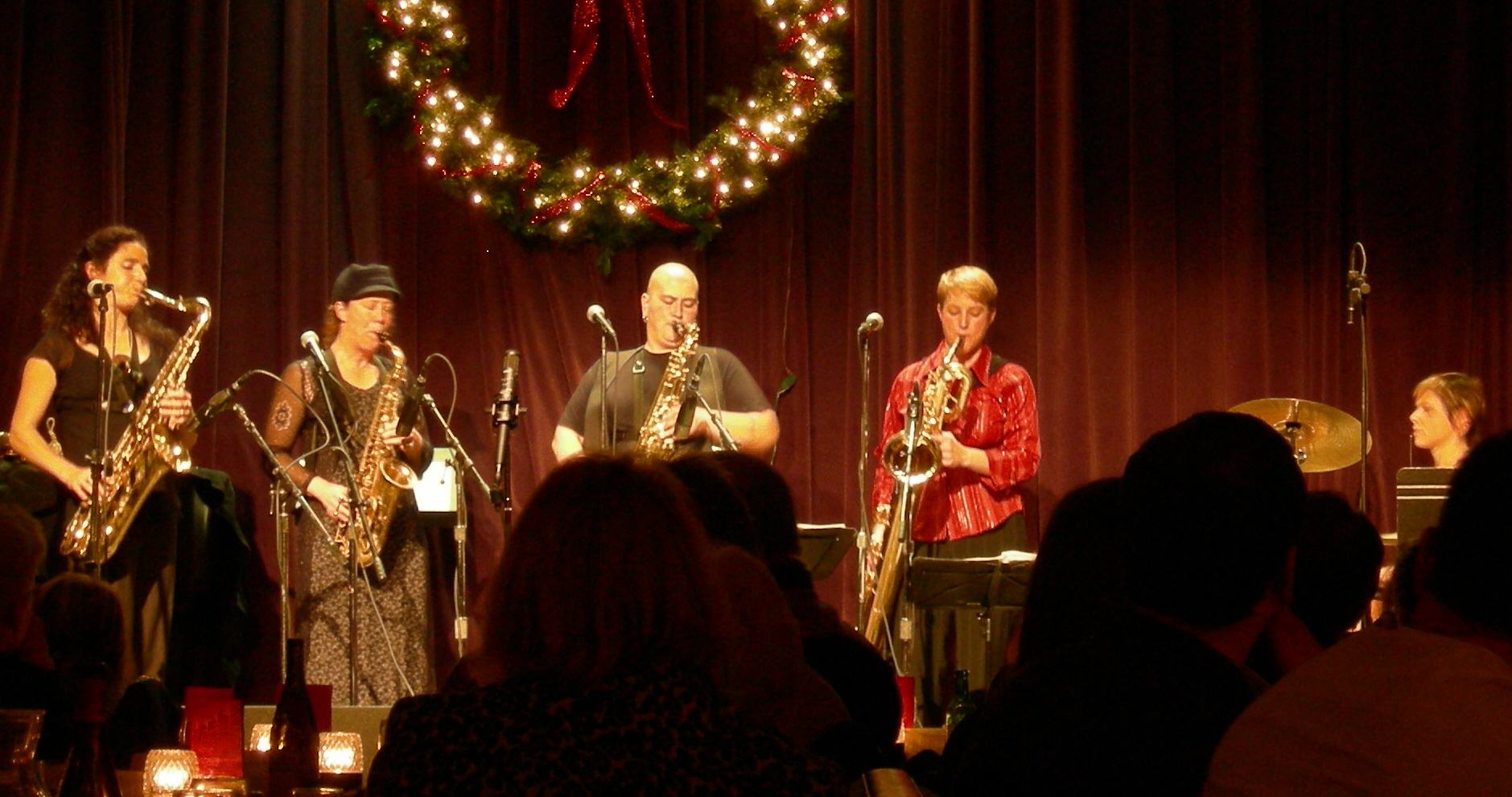
The Tiptons Sax Quartet, Dezember 2006. Von links nach rechts: Jessica Lurie, Amy Denio, Tina Richerson, Tobi Stone, Faith Stankevich

1989 wurde das Billy Tipton Memorial Saxophone Quartet in Seattle gegründet. Der Name der Gruppe nimmt Bezug auf Billy Tipton, die nur als Mann eine Jazzkarriere machen konnte. Die Band tourt regelmäßig in Nordamerika und Europa, hat zehn Alben aufgenommen und mit der Pat Graney Dance Company gearbeitet.
Wolf Kampmann zufolge ist das Ensemble als „die weibliche Alternative zum Muskeljazz des World Saxophone Quartet“ entstanden.

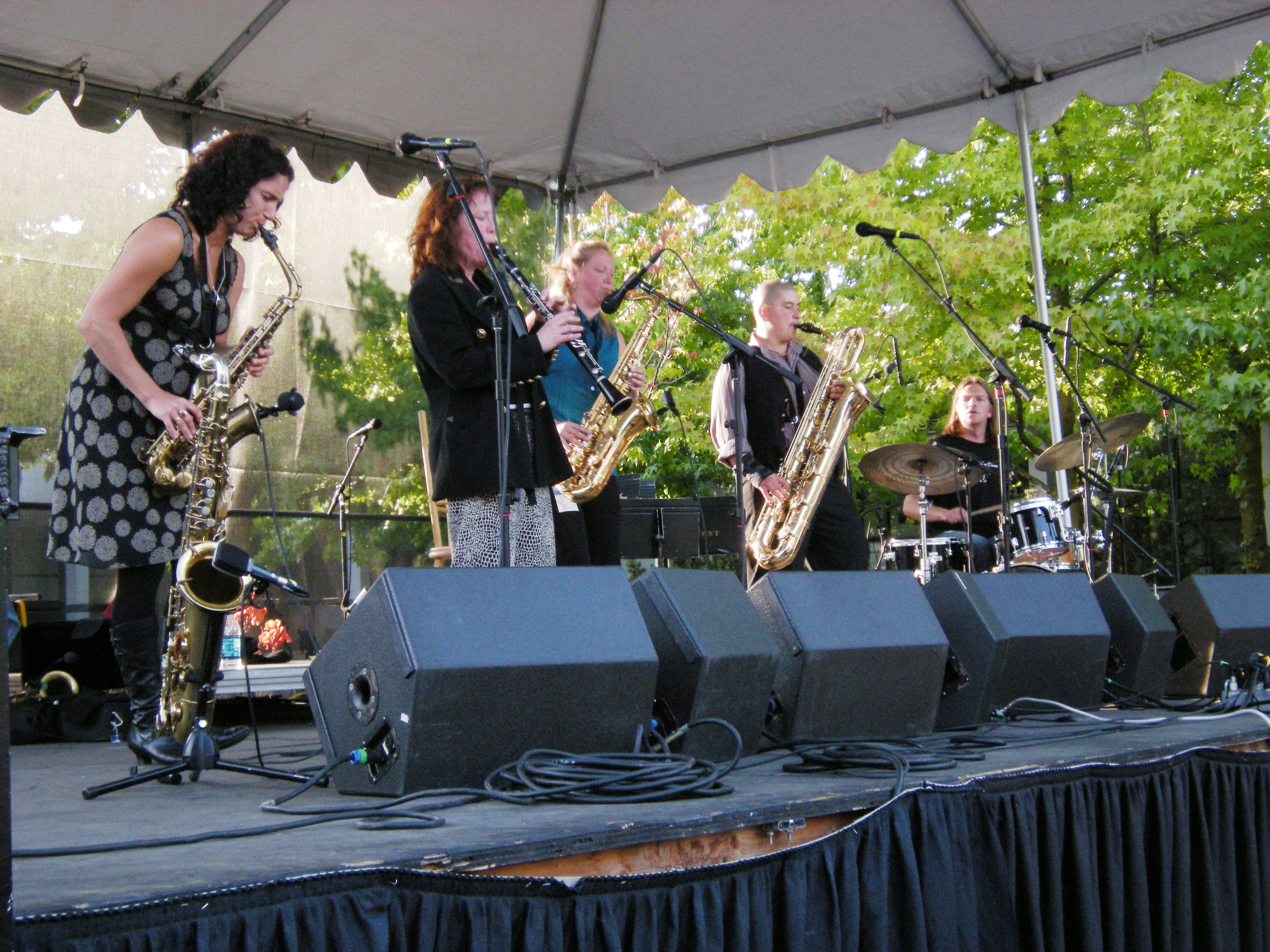
The Tiptons 2008. Von links nach rechts: Jessica Lurie, Sue Orfield, Amy Denio, Tina Richerson, nicht-identifizierter Drummer.

## Diskografie
- Saxhouse (1994; Horn Hut Records)
- Make it Funky God (1994; Horn Hut Records)
- Box (1996; Horn Hut Records)
- Sunshine Bundtcake (2000; Horn Hut Records)
- Short Cuts (2003; Zipa! Spoot Music)
- Tsunami (2004; Zipa! Spoot Music / NoMansLand)
- Surrounded by Horns (2004; Stockfisch Records)
- Drive (2005; Zipa! Spoot Music)
- Laws of Motion (2008; Zipa! Spoot Music)
- Strange Flower (2010; Zipa! Spoot Music)
- Tiny Lower Case (2014; Sowiesound)
- tiptons sax quartet & drums mit dem stiftschor michaelbeuern  (2016; Sowiesound)
- Cookbook (2017; Sowiesound)
- Wabi Sabi (2020; Sowiesound)